# El Puig (Queralbs)
El Puig és una obra del municipi de Queralbs (Ripollès) inclosa en l'Inventari del Patrimoni Arquitectònic de Catalunya.

## Descripció
La Cabanya emergeix de la muntanya amb materials procedents de la pròpia terra formant part del paisatge.
Cos independent de l'estructura principal, adopta la forma d'aquesta deixant a l'especialització funcional pròpia del seu ús al tractament de la façana.
Apareix esmentada en documents del segle xvii. (Text de Pere Solà).